# Маргац
Маргац (арм. Մարգաց) — одиннадцатый месяц древнеармянского календаря. Маргац имел 30 дней, начинался 7 июня и заканчивался 6 июля.
Название месяца связано со словом «марг» (арм. մարգ) − «луг, грядка» и отражает период жатвы. Некоторые лингвисты придерживаются мнения, что слово означает «пору высиживания птенцов».